# Neochera inops
Neochera inops är en fjärilsart som beskrevs av Walker 1854. Neochera inops ingår i släktet Neochera och familjen nattflyn. Inga underarter finns listade i Catalogue of Life.